# Lasioglossum subfasciatum
Lasioglossum subfasciatum là một loài Hymenoptera trong họ Halictidae. Loài này được Imhoff mô tả khoa học năm 1832.